# Dalquestia leucopyga
Espèce
Dalquestia leucopyga est une espèce d'opilions eupnois de la famille des Globipedidae.

## Répartition
Cette espèce est endémique du Tamaulipas au Mexique. Elle se rencontre dans les environs de San Fernando.

## Description
Le mâle holotype mesure 4,95 mm.

## Systématique et taxinomie
Cette espèce a été décrite en 2000 par Cokendolpher & Sissom.

## Publication originale
- (en) James C. Cokendolpher et William D. Sissom, « Further contributions to the study of Dalquestia (Opiliones: Sclerosomatidae) », Entomological News, Philadelphie, vol. 111, no 4,‎ 2000, p. 243–249 (ISSN 0013-872X, e-ISSN 2162-3236, lire en ligne, consulté le 17 juin 2025).